# ヴィルヘルム・フォン・シュピッツェンベルク

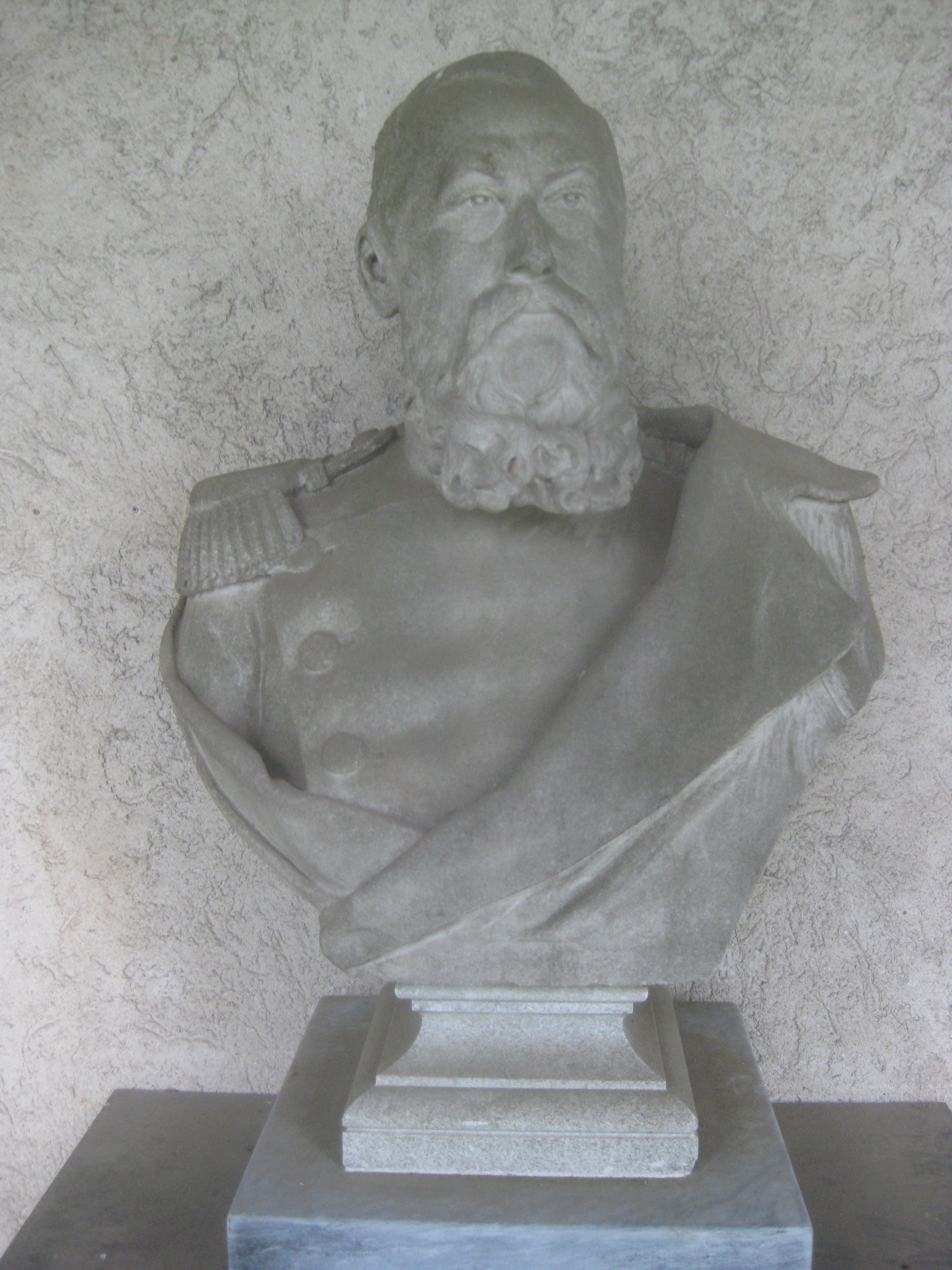
ヴィルヘルム・フォン・シュピッツェンベルク男爵の大理石胸像、シュトゥットガルト市立ラピダリウム蔵、制作時期不明・銘板なし

ヴィルヘルム・フーゴー・フォン・シュピッツェンベルク（Freiherr Wilhelm Hugo von Spitzemberg, 1825年1月19日 シュトゥットガルト - 1888年9月4日 ヴァイセンブルク・イン・バイエルン）は、南独ヴュルテンベルク王国の軍人・廷臣。男爵。
ヴュルテンベルクの陸軍中将・宮廷侍従長・狩猟長官の地位にあったフランツ・クサーヴァー・フォン・シュピッツェンベルク男爵とその妻の男爵令嬢エリーザベト・フォン・マッセンバッハの間の長男。シュピッツェンベルク家は元々ロレーヌ公国のサン＝ディエ＝デ＝ヴォージュを本拠とする貴族家門だった。1歳年下の弟カール・フォン・シュピッツェンベルクは有能な外交官でヴュルテンベルクの駐スイス大使・駐ロシア大使・駐プロイセン大使を歴任、その妻のヒルデガルト・フォン・シュピッツェンベルクはベルリン社交界を代表するサロニエールとなり、弟夫婦の息子ローター・フーゴー・フォン・シュピッツェンベルクはドイツ皇后アウグステ・ヴィクトリアに侍従として仕えた。
ヴィルヘルム自身もヴュルテンベルクの軍人・廷臣として経歴を重ね、宮廷侍従そして陸軍少将に至った。彼は若い頃、その生涯に多くの同性の恋人を持ったヴュルテンベルク王カール1世（在位1864年 - 1891年）にとって最初の「親密」で長く続いた「心からの友情」の対象となったと言われ、王に高級副官として近侍し続けた。

## 子女
1858年、ベンノ・フォン・ヘルマン・アオフ・ヴァイン男爵の娘マリー（1837年 - 1909年）と結婚、間に3人の娘をもうけた。
- エリーザベト・フォン・シュピッツェンベルク（1860年 - 1943年） - フォルカート・フォン・オウ＝ヴァッヒェンドルフ男爵と結婚[2]
- オルガ・フォン・シュピッツェンベルク（1863年 - 1956年） - 駐ライプツィヒ・フランス総領事シャルル＝レオン・ド・セルヴァン＝デリクール侯爵と結婚[9]
- アメリー・フォン・シュピッツェンベルク（ドイツ語版）（1869年 - 1953年） - ヴュルテンベルク陸軍歩兵大将フランツ・フォン・ゾーデン（ドイツ語版）男爵と結婚[10]

## 引用・脚注
1. 1 2 3  Kneschke, Ernst Heinrich (1868) (ドイツ語). Neues allgemeines deutsches Adels-Lexicon. Voigt. p. 568 2023年5月4日閲覧。
2. 1 2 3  Ashton, Bodie A. (12 January 2017) (英語). The Kingdom of Württemberg and the Making of Germany, 1815-1871. Bloomsbury Publishing. pp. 98, 119, 134, 137–8, 147, 152. ISBN 978-1-350-00008-7 2023年5月4日閲覧。
3. ↑   (ドイツ語) Gothaisches genealogisches Taschenbuch der uradeligen Häuser. Justus Perthes. (1916). p. 56 2023年4月26日閲覧。
4. ↑  Genealogical Handbook of Nobility, Adelslexikon Volume V, page 418, Volume 84 of the entire series, CA Starke Verlag, Limburg (Lahn) 1984.
5. ↑  “Spitzemberg, Freiherr von, Wilhelm” (ドイツ語). www.deutsche-digitale-bibliothek.de.   Deutsche Digitale Bibliothek. 2023年5月4日閲覧。
6. ↑  “Schreiben des königlichen Adjutanten von Spitzemberg an den Gesandtschaftssekretär von Fleischmann wegen Auskünften über landwirtschaftliche Maschinen in Frankreich für den König” (ドイツ語). www.deutsche-digitale-bibliothek.de.   Deutsche Digitale Bibliothek. 2023年5月4日閲覧。
7. ↑  Hattemer, Thomas (28 June 2021) (英語). Jack the Ripper - Codes lead to Germany. Books on Demand. p. 108. ISBN 978-3-7543-3623-6 2023年5月4日閲覧。
8. ↑  Wiens, Gavin (28 March 2023) (英語). The Imperial German Army Between Kaiser and King: Monarchy, Nation-Building, and War, 1866-1918. Springer Nature. p. 131. ISBN 978-3-031-22863-6 2023年5月4日閲覧。
9. ↑  Woelmont, Henri de baron (1923) (フランス語). Notices généalogiques. Champion. p. 773 2023年5月4日閲覧。
10. ↑  “Hugo von Spitzemberg, Wilhelm Freiherr - Deutsche Biographie” (ドイツ語). www.deutsche-biographie.de.   Deutsche Biographie. 2023年5月4日閲覧。